# 맥 OS의 역사
맥 OS는 애플이 개발한 운영체제로 맥 OS의 종류는 3가지로 나누는데 다음과 같다.
- 시스템(System)
- 맥 OS (Mac OS)
- 맥 OS X(Mac OS X)

## 버전

### 맥 OS 1세대
맥 OS 1세대 (시스템 1~7.5)는 애플1~리사까지 사용되었던 운영체계였다
그래픽이 아닌 텍스트기반 GUI를 가지고 있었으나 프로그램을 구동하면 화려한 그래픽 또한 출력 가능하였다.
특징의 경우 드라이버 설치/응용 프로그램 설치 및 OS 재설치가 간단하고, RAM이 많을수록 안정성이 높아지는 경향이 있었으며, 확장자도 없다.
그리고 1991년 3월에 선보인 시스템 7은 가상 메모리와 파일 공유를 지원하고, 멀티미디어와 그래픽 지원이 강화되었다. 또 시스템 7.5.3부터는 맥 OS 로고를 포함하였다.

#### 시스템 1 ~ 4
System3.0부터 「한자Talk」로서 일본어에 대응했다.

#### 시스템 소프트웨어 7
System7.0부터 중국어와 한국어에 대응했다.

### 맥 OS 3세대
맥 OS 3세대 (맥 OS X 10.0~10.11.4)는 2002년 4월 이후의 모든 매킨토시 컴퓨터에 적용되었다. 맥 OS X부터는 맥(Mac)이라는 이름이 사라졌다.

## 같이 보기
- 맥 OS
- 맥 OS X